# Arthur Krause (Naturforscher)

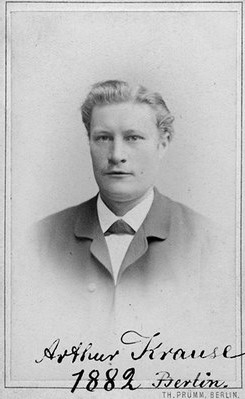
Arthur Krause (1882)

Stanislaus Friedrich Arthur Krause (* 25. Januar 1851 in Polnisch Konopath bei Schwetz, Westpreußen; † 29. September 1920 in Groß-Lichterfelde) war ein deutscher Naturforscher und Entdeckungsreisender.

## Leben
Arthur Krause wurde 1851 auf dem Gutshof seines Vaters August Krause in Polnisch Konopath in Westpreußen geboren. Er hatte mehrere Brüder und Schwestern. Der ältere Bruder Albert (1841–1913) wanderte in die USA aus, nahm am Sezessionskrieg teil und wurde Ende der 1880er Jahre City Engineer von Buffalo. In dieser Funktion führte er die erste Vermessung der Niagara-Fälle durch. Besonders enge Beziehungen hatte Arthur aber zu seinem zwei Jahre älteren Bruder Aurel. Beide besuchten das Gymnasium in Bromberg bis zum Abitur, studierten in Berlin die Naturwissenschaften und wurden anschließend Lehrer an der Luisenstädtischen Gewerbeschule. Arthur unterrichtete Chemie, Mineralogie, Botanik und Zoologie, aber auch Mathematik, Physik und Französisch. In den Schulferien unternahmen die Brüder ausgedehnte Reisen, unter anderem nach Italien, Dalmatien und Norwegen. Arthur Krause gehörte dem Lehrkörper bis zum 1. April 1919 an. 1878 promovierte er an der Friedrichs-Universität Halle-Wittenberg zum Dr. phil.

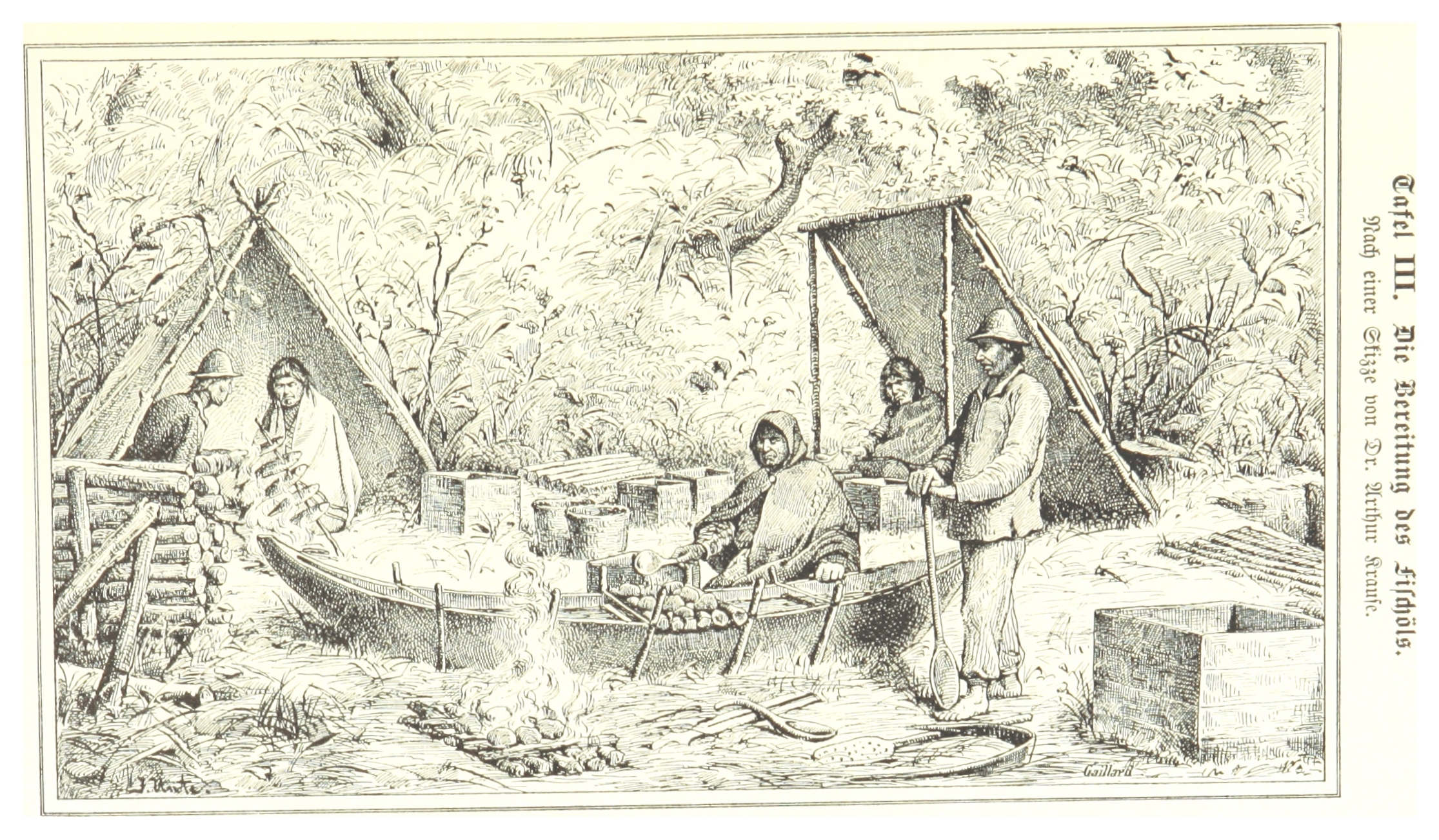
Illustration nach einer Zeichnung Arthur Krauses zur traditionellen Herstellung von Fischöl durch die Tlingit-Indianer (aus Aurel Krauses Buch Die Tlinkit-Indianer)

1881 wurden Aurel und Arthur Krause von der Geographischen Gesellschaft in Bremen mit der Durchführung einer natur- und völkerkundlichen Expedition zur Beringstraße beauftragt. Vermittelt hatte Gustav Nachtigall, der Vorsitzende der Gesellschaft für Erdkunde zu Berlin. Sie traten die Reise am 15. April 1881 an und erreichten über Bremerhaven, New York und San Francisco am 6. August die Sankt-Lorenz-Bucht. In den folgenden acht Wochen erforschten sie die Küsten und küstennahen Gebiete der Tschuktschenhalbinsel zwischen Uelen am Kap Deschnjow und der Prowidenija-Bucht im Süden. Das Ergebnis war eine Fülle natur- und völkerkundlicher Beobachtungen, belegt durch zahlreiche Sammlungsstücke.
Von Oktober bis Dezember 1881 reisten die Brüder Krause über San Francisco zum Chilkoot River am nördlichen Ende des Lynn Canal in Alaska. Während Aurel Krause sich hier hauptsächlich mit ethnologischer Feldforschung befasste (1885 publiziert als Die Tlinkit-Indianer), lag Arthurs Schwerpunkt auf naturkundlichem und geographischem Gebiet. Nachdem sein Bruder sich Anfang April 1882 auf die Heimreise begeben hatte, erforschte und kartografierte Arthur das Land noch bis zum September auf ausgedehnten Exkursionen und überquerte am 28. Mai 1882 als erster Wissenschaftler den Chilkoot-Pass. Seine Karte des Gebiets war die genaueste, als der Klondike-Goldrausch ausbrach und zwischen 1897 und 1899 100.000 Menschen auf der Suche nach schnellem Reichtum über den Chilkoot-Pass zogen.
Das von der Reise mitgebrachte Herbar der Brüder Krause wurde vom Botaniker Fritz Kurtz wissenschaftlich bearbeitet, die Moose von Karl Johann August Müller, die Lebermoose von Franz Stephani (1842–1927). Ein Teil ihrer völkerkundlichen Sammlungsstücke ist heute im Bremer Überseemuseum ausgestellt. Von den Brüdern Krause in der Sankt-Lorenz-Bucht geborgene Fossilien aus dem Quartär sind Bestandteil der geowissenschaftlichen Sammlung der Universität Bremen.
Der höchste Gipfel der Takhinsha Mountains in Alaska, der 2127 m hohe Mount Krause ist nach den Brüdern Krause benannt, ebenso die dortigen Gletscher Arthur Glacier und Aurel Glacier.

## Werke
- Zur Geschichte der Paraphenylendiamins. In: Berichte der deutschen chemischen Gesellschaft. Band 12, Nr. 1, 1879. doi:10.1002/cber.18790120118
- mit Aurel Krause: Die Expedition der Bremer geographischen Gesellschaft nach der Tschuktschen-Halbinsel und Alaska. In: Deutsche Geographische Blätter. Band 5, 1882, S. 1–35, 111–153, 177–223, 308–325 (Digitalisat).
- Ein neuer Weg durch Nordamerika. In: Deutsche Geographische Blätter. Band 6, Nr. 1, 1883, S. 1–20 (Digitalisat).
- Nudibranchiaten von Tromsø. Tromsø Museums Årshefter, Band 18, 1897, S. 94–100 (norwegisch).
- mit Aurel Krause: Zur Tschuktschen-Halbinsel und zu den Tlinkit-Indianern 1881/82. Reisetagebücher und Briefe von Aurel und Arthur Krause. Beiträge zur Kulturanthropologie, Reimer, 1984. ISBN 3-496-00756-7.